# Tatort: Time-Out
Time-Out ist Folge 519 der Fernsehkrimireihe Tatort und wurde am 23. September 2001 in Österreich und der Schweiz sowie am 22. Dezember 2002 in Deutschland erstausgestrahlt. Der Film wurde vom Schweizer Fernsehen unter der Regie von Bernhard Giger produziert und ist die zwölfte vom Schweizer Fernsehen produzierte Tatort-Folge. Philipp von Burg (László I. Kish) hat es in seinem letzten Fall mit dem Mord an einem Eishockey-Trainer zu tun.

## Handlung
Große Freude für Philipp von Burg: Er kann nach acht Dienstjahren bei der Berner Polizei nach London zurückkehren und dort beim International Department des Scotland Yard seinen Dienst antreten. Derweil stellt der ehemalige Eishockey-Spieler und jetzige Trainer des aufstrebenden Eishockeyclubs EHC Biel, Fred Cortesi, fest, dass seine Lebensgefährtin Alberta Cerda noch immer Kokain konsumiert. Er entsorgt ihre Bestände in der Toilette. Beim Training rastet der talentierte Jungspieler Reto Knop, der dabei auch vom Manager des SC Bern und ehemaligen Spielkameraden Cortesis, Arsène Renweg, beobachtet wird, aus und wird von Cortesi vom weiteren Training freigestellt. Knop fährt daraufhin zu Alberta, mit der er eine Affäre hat. Am Abend wird Fred Cortesi im Stadion bei der Nachbereitung des Trainings von einem Maskierten erschlagen. Von Burg wird nach dem Auffinden zum Tatort gerufen, in Cortesis Spind finden die Beamten eine größere Menge Kokain. Von Burg und Gertsch suchen Alberta auf und überbringen ihr die Todesnachricht. Sie gibt sich schockiert, für die Tatzeit hat sie allerdings kein Alibi. Das Kokain in Cortesis Spind kann sie sich nicht erklären. Von Burg fällt auf, dass sie offensichtlich selbst Kokain konsumiert. Von seinem Assistenten Gertsch erfährt er, dass Cortesi wegen Drogenproblemen seine Karriere beenden musste. Noch am Abend sucht Knop Alberta auf und beteuert ihr gegenüber seine Unschuld.
Am nächsten Morgen sucht von Burg den Vereinspräsidenten des EHC Biel Lauener auf. Dieser erläutert ihm, dass Cortesi seinerzeit wegen Verletzungen fit gespritzt und deshalb drogenabhängig wurde. Als er sich vor drei Jahren als neuer Trainer beworben hatte, schien er seine Probleme überwunden zu haben und wurde deshalb eingestellt. Von den Spielern erfahren von Burg und Gertsch derweil, dass Reto ein Verhältnis mit der Lebensgefährtin seines ermordeten Trainers gehabt haben soll. Reto Knop, der nicht zum Training erschienen ist, wird von von Burg und Gertsch festgenommen. Er gibt zu, Cortesi aufgefunden, aber nicht die Polizei informiert zu haben. Ein Verhältnis mit Alberta bestreitet er.
Von Burg und Gertsch suchen den Gönner des EHC Biel Jimmy Leutenegger auf. Dieser erklärt, dass der SC Bern seinem Verein häufig Talente abgeworben habe, dass dies aber nicht mehr funktioniert habe, seitdem Cortesi dem Verein zu einem Aufschwung verholfen habe. Anschließend suchen die Beamten Alberta auf. Diese gibt unumwunden zu, ab und zu Kokain zu konsumieren. Sie gibt an, sowohl Reto als auch dessen Bruder Herbert, einen kleinen Drogendealer, zu kennen. Von Burg erklärt ihr, dass auf dem Kokain in Cortesis Spind Herberts Fingerabdrücke gefunden wurden, hierfür hat sie keine Erklärung. Am Abend sehen sich die Beamten ein Spiel des SC Bern an und befragen anschließend deren Manager Renweg. Er gibt zu, an Reto Knop interessiert zu sein und auch mit anderen Bieler Spielern in Kontakt zu stehen. Das Motiv für den Tod Cortesis vermutet er im Drogenmilieu. Während der Tatzeit will er auf dem Rückweg nach Bern gewesen sein, sein Vereinspräsident Alex Kerger hat ein Alibi.
Aus dem Labor erfährt von Burg am nächsten Tag, dass Reto kürzlich Kokain konsumiert hatte. Dieser gibt an, dies zu tun, um besser Sex haben zu können. Sportdoping streitet er ab, ansonsten verweigert er jedwede Kooperation. Von Burg glaubt, dass Reto seinen Bruder decken möchte und lässt nach diesem fahnden. Am Abend läuft Herbert auf der Flucht vor Gläubigern zufällig der Polizei in die Arme. Derweil sucht Gertsch Alberta in deren Lokal auf. Diese vermutet den Mörder ihres Lebensgefährten im Eishockeygeschäft. Alberta verführt Gertsch. Als dieser in der Nacht ihre Wohnung heimlich nach Drogen absucht, wirft sie ihn hinaus. Herbert sagt währenddessen von Burg gegenüber aus, dass er nicht deale, sondern lediglich als Lieferant fungiere. Ferner sagt er aus, dass sein Bruder ein Verhältnis mit Alberta habe. Reto gibt das Verhältnis daraufhin zu und sagt aus, dass er am Tatabend mit Alberta zusammen gewesen sei und Kokain geschnupft habe. Für die Tatzeit hat er kein Alibi. Herbert gibt zudem zu, auch Alberta ab und zu beliefert zu haben, auch kurz vor der Tat. Nach der Beerdigung von Cortesi eröffnet Kerger seinem Manager Renweg, dass er nun die Gunst der Stunde nutzen wolle, den verunsicherten Konkurrenzverein Biel nunmehr übernehmen und zur Talentschmiede in der zweiten Liga für den SC Bern umfunktionieren zu  wollen. Derweil verhören von Burg und Gertsch Alberta, sie halten ihr vor, dass Cortesi ihr das von Herbert gelieferte Koks abgenommen und sie ihn deshalb erschlagen habe. Alberta bestreitet die Tat, sie sei zur Tatzeit allein ziellos durch Bern gefahren. Kerger scheitert derweil mit seinem Übernahmeangebot an Lauener und schwört Renweg, dass er den EHC Biel doch noch unter seine Kontrolle bekommen oder vernichten werde. Von Burgs Mitarbeiter Max Münger findet derweil die Handschuhe des Täters in der Nähe des Stadions, lediglich ein Geschäft in der Gegend vertreibt diese Handschuhe. Im Geschäft erfahren die Beamten, dass die Handschuhe am Ringfinger auf Wunsch geändert wurden, Käuferin war Alberta. Diese sagt aus, dass sie die Handschuhe als Geschenk für Arsène Renweg gekauft hatte. Dieser hatte eine Fraktur im Ringfinger, weshalb ein Handschuh für ihn geändert werden musste.
Herbert räumt bei einer weiteren Befragung von Burg gegenüber ein, auch Renweg Kokain verkauft zu haben, Renweg habe ihm ein Flugticket ins Ausland geschenkt. Von Burg und Gertsch suchen Renweg auf und konfrontieren ihn damit, dass er Cortesi die Drogen unterjubeln wollte und von diesem erwischt wurde. Renweg beteuert, Cortesi nicht habe töten zu wollen, es sei eben geschehen. Anschließend flieht Renweg und fährt in den Tod, kurz zuvor schickt er Beweismittel für Finanzmanipulationen seines Präsidenten Kerger an den Sportjournalisten Karl Schubiger, der diese kurz darauf publik macht. Von Burg wird von seiner Vorgesetzten Eva Schwab und seinem Assistenten Markus Gertsch nach London verabschiedet.

## Entstehung & Ausstrahlung
Für Detektivwachtmeister Philipp von Burg (László I. Kish) ist es der neunte Fall, für seinen Assistenten Markus Gertsch (Ernst C. Sigrist) der zehnte, für beide war es zugleich der letzte Einsatz.
Mit dem Krimi Time-Out verabschiedet sich die Schweiz von der ARD-Reihe Tatort. (…) Wie Redaktions-Leiterin Susann Wach am Freitag berichtete, hat das Schweizer Fernsehen DRS nach elf Jahren den Ausstieg aus der Koproduktions-Gemeinschaft mit der ARD und dem österreichischen ORF beschlossen. Hintergrund sei eine geplante Budget-Veränderung zu Gunsten einer eigenen Reihe von Fernsehspielen unterschiedlicher Genres. „Zudem haben sich die Schweizer Folgen im Vergleich zu denen der ARD geringerer Einschaltquoten erfreut“, sagte Wach.
Die Erstausstrahlung von Time-Out war für den 23. September 2001 vorgesehen, fand an diesem Tag aber lediglich im ORF und Schweizer Fernsehen statt, da die ARD sein Programm wegen der Ereignisse des 11. September 2001 kurzfristig änderte und diese Folge entfallen ließ. Die Erstausstrahlung in der ARD erfolge daher erst 15 Monate später am 22. Dezember 2002, bei dieser konnte die Folge 5,41 Mio. Zuschauer binden, was einer Quote von 15,30 % entspricht.